# Éjecteur (fluide)
Pour les articles homonymes, voir Éjecteur.

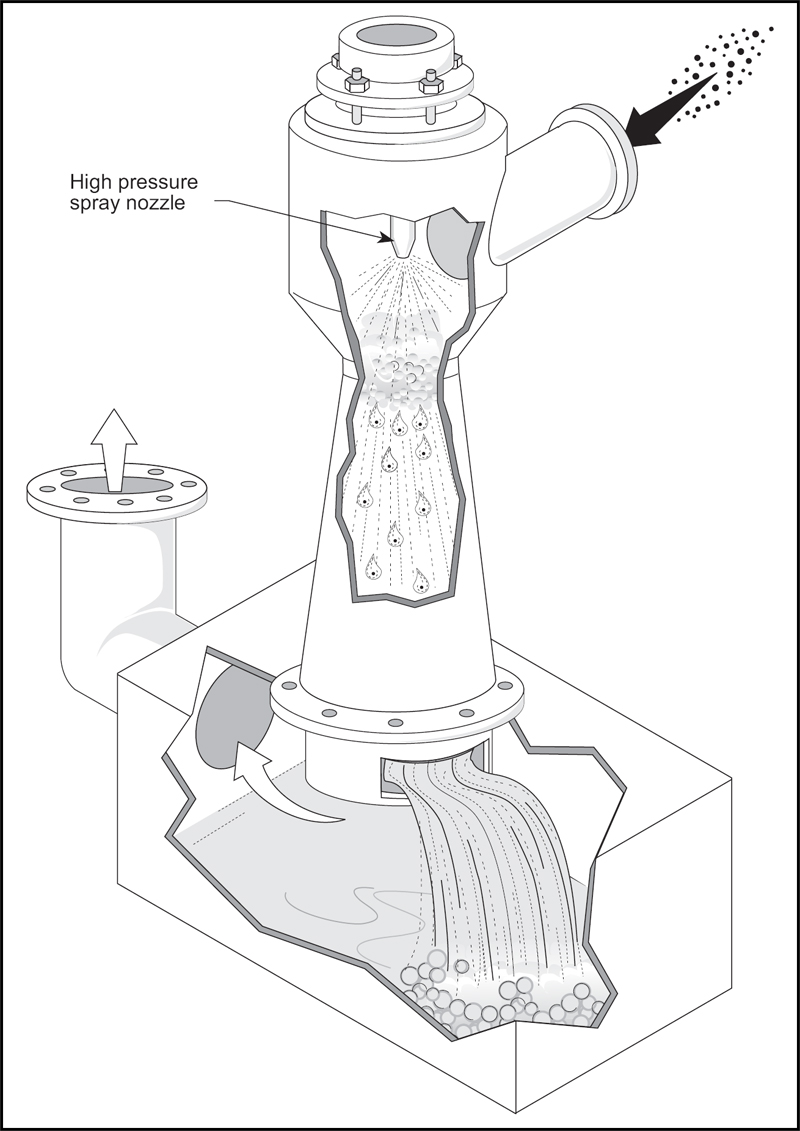
Éjecteur de gaz

Un éjecteur est un assemblage mécanique exploitant la dépression créée par l'effet Venturi et permettant à l'aide d'un premier fluide pressurisé, d'aspirer un second fluide en les mélangeant ; sans aucune pièce mobile transmettant l'énergie aux fluides. Il peut être utilisé dans de nombreux domaines, par exemple l'extraction des fumées, l'obtention d'un vide (certains aspirateurs par exemple), ou encore sur certaines machines de climatisation et bien d'autres domaines. Il fonctionne à partir du principe de l'effet venturi. Un fluide est injecté à grande vitesse à l'entrée du venturi, généralement de la vapeur d'eau, de l'air comprimé, ou encore un fluide frigorigène, mais il existe aussi des hydro-éjecteurs. L'aspiration se produit généralement au niveau de l'étranglement, ou bien un peu après.
Un éjecteur permet l'obtention d'une aspiration sans utiliser des pièces mobiles. Il remplace donc les pompes électriques, les turbines, ou les compresseurs, là où des pièces mécaniques en mouvement sont à éviter. Il est particulièrement adapté à l'aspiration de particules de diamètre supérieur à 1,0 µm.
L'éjecteur se retrouve également sur certains pistolets à peinture à air comprimé qui utilisent ce principe, mais aussi les sableuses, ou encore certains ventilateurs récents. 
Dans une moindre mesure, même la bouche peut servir d'éjecteur : lorsque l'on souffle pour refroidir quelque chose de chaud, l'air que l'on souffle est relativement chaud, si l'on souffle en éjectant l'air à une vitesse suffisante, alors l'air ambiant est entrainé avec notre souffle, la température de mélange est abaissée, et le débit total est un peu plus élevé que le débit d'air simplement éjecté de notre bouche. 

## Théorie
Pour fonctionner, un éjecteur nécessite un fluide primaire, parfois qualifié de moteur. Ce fluide aspire un fluide secondaire et produit en sortie de l'éjecteur un fluide mélangé. Le fluide primaire a une pression totale plus élevée qu'en sortie d’éjecteur, et a fortiori plus élevée que celle du fluide secondaire. Le fluide primaire subit donc une accélération jusqu'au col à partir duquel le fluide secondaire est aspiré. Au fur et à mesure que la vitesse du fluide primaire augmente, sa pression statique diminue, de telle sorte qu'elle devienne inférieure à la pression statique du fluide secondaire, d'où l'aspiration induite.
Lorsque le fluide primaire atteint le col, il peut ou non atteindre sa vitesse sonique, auquel cas l'écoulement devient supersonique. Lorsque l'écoulement du fluide primaire est supersonique, la pression statique diminue davantage encore (après le col), et le taux de compression du fluide secondaire peut alors être important. C'est pourquoi les éjecteurs permettant une compression importante du fluide secondaire sont supersoniques.
Une fois les fluides primaire et secondaire mélangés, ils entrent à grande vitesse, et donc avec une pression dynamique élevée, dans un diffuseur (généralement un cône divergent). Dans ce diffuseur, la vitesse est diffusée, c'est-à-dire convertie en pression statique, de manière adiabatique.

## Les différents types d'éjecteurs
On peut naturellement classer les éjecteurs selon la nature du fluide aspiré (liquide, gaz, solide + fluide), la nature du fluide injecté (gaz, liquide), ou encore le type d'aspiration souhaitée : débit élevé d'aspiration avec faible compression ou faible débit avec forte compression, ou encore dépressurisation.
Il existe également des éjecteurs multi-étagés.